# Chrysophyllum revolutum
Chrysophyllum revolutum – gatunek drzew z rodziny sączyńcowatych. Jest endemitem Peru w Ameryce Południowej.